# FC Iberia 1999
El FC Iberia 1999 és un equip de futbol del districte de Saburtalo a Tbilisi, Geòrgia, que juga a la Erovnuli Liga. Fins a la temporada 2023, el club s'havia anomenat FC Saburtalo Tbilisi.

## Història
El Saburtalo es va fundar el 20 d'agost de 1999 a Tbilisi. El 2005, el club va ser comprat per Iberia Business Group i el seu propietari, Tariel Khechikashvili (que més tard es va convertir en el ministre d'Esports i Afers Juvenils de Geòrgia), va esdevenir-ne president.
L'estadi on juguen els seus partits és el Mikheil Meskhi, el segon més gran del país.
El Saburtalo té una de les millors acadèmies de futbol del país.amb un estadi a la ciutat esportiva, anomenat Bendela, amb capacitat per a 1.800 espectadors. Des del gener del 2022, el Saburtalo té un acord amb el València CF per professionalitzar al màxim l'acadèmia del futbol base formant als entrenadors dels diferents equips i tractant de captar joves talents per tot el país.
El març de 2016, Manolo Hierro va ser nomenat director esportiu del club.
Durant l'última dècada han aconseguit els millors resultats de la seva història, aixecant els tres títols nacionals en diferents ocasions.

## Etimologia
Saburtalo és el nom d'un dels districtes de Tbilisi on es troben l'acadèmia de l'equip i l'estadi Bendela, on juga el filial i anteriorment també el primer equip, mentre que el terme Iberia, sinònim de Kartli, prové d'un antic regne que va existir a una zona de l'actual Geòrgia fins a l'alta edat mitjana.
El 27 de febrer de 2024, el nom de l'equip va canviar a Iberia 1999.

## Palmarès
- Erovnuli Liga (2): 2018, 2024
- Copa de Georgia (3): 2019, 2021, 2023
- Supercopa de Georgia (1): 2020
- Erovnuli Liga 2 (1): 2014/15

## Participacions a competicions de la UEFA
| Temporada | Torneig                       | Ronda           | Club                   | Local | Visitant | Global           |
| --------- | ----------------------------- | --------------- | ---------------------- | ----- | -------- | ---------------- |
| 2019–20   | UEFA Champions League         | 1a Eliminatòria | Sheriff Tiraspol       | 1–3   | 3–0      | 4−3              |
| 2019–20   | UEFA Champions League         | 2a Eliminatòria | Dinamo Zagreb          | 0−2   | 0−3      | 0−5              |
| 2019–20   | UEFA Europa League            | 3a Eliminatòria | Ararat-Armenia         | 0−2   | 2−1      | 2−3              |
| 2020-21   | UEFA Europa League            | 1a Eliminatòria | Apollon Limassol       | −     | 1−5      | 1−5              |
| 2022-23   | UEFA Europa Conference League | 1a Eliminatòria | Partizani Tirana       | 0–1   | 1–0      | 1−1 (5–4 penals) |
| 2022-23   | UEFA Europa Conference League | 2a Eliminatòria | FC Steaua Bucarest     | 1–0   | 2–4      | 3–4              |
| 2024-25   | UEFA Europa Conference League | 2a Eliminatòria | Partizani Tirana       | 2–0   | 0–0      | 2-0              |
| 2024-25   | UEFA Europa Conference League | 3a Eliminatòria | İstanbul Başakşehir FK | 0−1   | 0−2      | 0–3              |
| 2025-26   | UEFA Champions League         | 1a Eliminatòria | Malmö                  | 1-3   | 1-3      | 2-6              |
| 2025-26   | UEFA Europa Conference League | 2a Eliminatòria | Levadia                | 2–2   | 0-1      | 2-3              |

### Resum
| Competició                    | PJ | PG | PE | PP | GF | GC |
| ----------------------------- | -- | -- | -- | -- | -- | -- |
| UEFA Champions League         | 6  | 1  | 0  | 5  | 6  | 14 |
| UEFA Europa League            | 3  | 1  | 0  | 2  | 3  | 8  |
| UEFA Europa Conference League | 10 | 3  | 2  | 5  | 8  | 11 |
| Total                         | 19 | 5  | 2  | 11 | 17 | 33 |